# Шевчук Ганна Ярославівна
Ганна Ярославівна Шевчук (до шлюбу Суслик; нар. 18 липня 1996) — українська легкоатлетка, яка спеціалізується в спортивній ходьбі, чемпіонка України.
Розпочала заняття легкою атлетикою в шостому класі. Відразу потрапила до групи Миколи Шевчука, з яким працює і до сьогодні. Перші роки займалася бігом. Спеціалізувалася на дистанціях 800 та 1500 метрів. Згодом з тренером було вирішено перейти до занять спортивною ходьбою.
На національних змаганнях представляє Івано-Франківську область.
Тренується в Калуші у Миколи Шевчука та Марти Ханенків.
Дворазова рекордсменка України з шосейної спортивної ходьби на 35 кілометрів — 2:48.04 (2024) та 2:42.41 (2025).

## Основні міжнародні виступи
| Рік  | Змагання                            | Місто       | Місце | Дисципліна     | Примітки |
| ---- | ----------------------------------- | ----------- | ----- | -------------- | -------- |
| 2013 | Чемпіонат світу серед юнаків        | Донецьк     | 21    | ходьба 3000 м  |          |
| 2014 | Кубок світу з ходьби                | Тайцан      | 24    | ходьба 10 км   | U20      |
| 2014 | Чемпіонат світу серед юніорів       | Юджин       | 19    | ходьба 10000 м |          |
| 2015 | Кубок Європи з ходьби               | Мурсія      | 12    | ходьба 10 км   | U20      |
| 2015 | Чемпіонат Європи серед юніорів      | Ескільстуна | 11    | ходьба 10000 м |          |
| 2019 | Кубок Європи з ходьби               | Алітус      | 28    | ходьба 20 км   |          |
| 2021 | Командний чемпіонат Європи з ходьби | Подєбради   | 7     | ходьба 20 км   | [ 6 ]    |